# Martin Landolt
Martin Landolt, né le 30 juin 1968 à Näfels (originaire de Glaris Nord), est une personnalité politique suisse, membre du Centre. Il est député du canton de Glaris au Conseil national de mars 2009 à décembre 2023.

## Biographie
Martin Landolt naît le 30 juin 1968 à Näfels. Il est originaire de la même commune glaronnaise fusionnée, Glaris Nord.
Au terme de sa scolarité, il suit tout d'abord une formation d'employé de commerce auprès de la Banque cantonale de Glaris. Il poursuit sa formation et obtient un diplôme fédéral au sein d'un école supérieure de cadres pour l'économie et l'administration d'économiste d'entreprise (ESCEA). De 2010 à 2013, il est cadre auprès de la banque UBS avant de démissionner.
En juin 2022, il est nommé président de Santésuisse, l'une des deux associations faîtières des caisses-maladie.
Il a le grade d'appointé au sein de l'armée suisse.
Il est père de trois filles et séparé. Il habite à Näfels.

## Parcours politique
Il est élu en 1998 au Grand Conseil glaronais sur une liste de l'UDC. De 2003 à juillet 2008, il est président de la section cantonale de l'UDC et président du Grand conseil pour l'année 2006-2007. En juillet 2008, il prend la présidence du Groupe libéral, groupe parlementaire en dissidence de l'UDC. Un mois plus tard, août 2008, il devient président de la section cantonale nouvellement créée du Parti bourgeois démocratique (PBD), fonction qu'il occupe jusqu'en avril 2012.
En octobre 2008, il participe à la création du PBD et se présente lors d'une élection complémentaire au Conseil national, provoquée par la démission du socialiste Werner Marti, élection qu'il gagne au second tour, le 8 février 2009. Il siège alors dans la Commission des finances (CdF) jusqu'en décembre 2011. Réélu en 2011, il siège alors dans deux commissions, celle des institutions politiques (CIP) et celle des transports et des télécommunications (CTT). En mai 2012, à la suite de la démission de Hans Grunder de la présidence du PBD, il devient président du parti national. Réélu en 2015 et 2019, il siège lors de ces deux législatures au sein de la Commission de l'économie et des redevances (CER).
Il annonce en mars 2022 ne pas vouloir se présenter pour un cinquième mandat lors des élections fédérales d'octobre 2023. En février 2023, il annonce démissionner de son mandat au Grand Conseil glaronais pour la fin mai et mettre fin à sa carrière politique.

### Positionnement politique
Il se distingue en juin 2014 notamment sur le plan sociétal. Alors que des conseillers nationaux de l'UDC font des commentaires homophobes, le président du PBD, parti qui se définit notamment par son nom en anglais comme conservateur, surprend en prenant publiquement position pour le mariage et l'adoption pour tous tout en dénonçant l'homophobie qui règne à l'UDC. Il positionne ainsi son parti comme étant le premier parti de droite à vouloir une totale égalité des droits pour la communauté LGBT.